# Cosmophasis trioipina
Cosmophasis trioipina là một loài nhện trong họ Salticidae.
Loài này thuộc chi Cosmophasis. Cosmophasis trioipina được Alberto Barrion & James A. Litsinger miêu tả năm 1995.